# Shabtai Levy
Shabtai Levy (en hebreo: שבתי לוי‎) (Estambul, Imperio Otomano, 1876 - Haifa, Israel, 1956) fue un abogado y político israelí y el primer alcalde judío de Haifa.

## Biografía
Nacido en Estambul, en el entonces Imperio Otomano, en una familia expulsada de España. Tras formarse como abogado, en 1894 realizó su aliá a Eretz Israel. Fue contratado en 1901 como secretario adjunto y tesorero para el barón Edmond James de Rothschild. 
En 1905 se trasladó a Haifa y allí dirigió el departamento legal de la Jewish Colonization Association y la Asociación de colonización judía de Palestina. 
En 1920, cuando el Mandato Británico estableció un Consejo en la ciudad de Haifa, Levy fue nombrado, junto con Rafael Hakim, integrante del mismo. En 1924, Levy fue elegido, junto con David HaCohen como independiente. 
Desde 1934, se desempeñó como vicealcalde de Haifa. En 1941, cuando el alcalde murió, Levy asumió como nuevo alcalde en funciones de Haifa, convirtiéndose así en el primer alcalde judío de la ciudad. En 1948, durante la Guerra de Independencia de Israel, trató de persuadir a los líderes árabes locales para su comunidad no abandone la ciudad.
Como alcalde ocupó el cargo hasta 1951, cuando fue reemplazado por Abba Hushi. Continuó siendo miembro del Consejo de la Ciudad hasta su muerte en 1956.
| Predecesor: - | Alcalde de Haifa 1941 - 1951 | Sucesor: Abba Hushi |